# Сангир
Сангир (индон. Sangir, Sangihe), или Большой Сангир, или Сангихе, — крупнейший остров архипелага Сангир (Сангихе). Входит в состав индонезийской провинции Северный Сулавеси. Площадь — 813 км². Населения в 2010 году (вместе с соседними малыми островами) — 126133 человек, преимущественно сангирцы.
Остров имеет вулканическое происхождение. Наивысшая точка — активный вулкан Аву (1320 м). Его извержение 2 марта 1856 года имело катастрофические последствия и привело к гибели нескольких тысяч человек. Значительная часть острова покрыта лесами, в которых найдены эндемичные виды фауны. На побережье много птиц.
В 1677 году остров Сангир оказался в составе голландских колониальных владений и долгое время являлся важным центром торговли между Сулавеси и Филиппинами. С 1950 года в составе Индонезии.
Остров соединён паромной переправой с Манадо. Местное население занимается земледелием, рыболовством и морским торговлей. Развито отходничество, когда мужчины или даже целые семьи нанимаются на сезонную работу на Сулавеси или на Филиппины. Местные власти стараются развивать туризм.